# Strijkkwartet nr. 10 (Holmboe)
Vagn Holmboe voltooide zijn Strijkkwartet nr. 10 in 1969. 
Holmboe componeerde zijn tiende genummerde strijkkwartet in slechts twee delen. Volgens het boekwerkje bij de Dacapo Records-uitgave versluierde Holmboe hiermee een vijfdelige opzet. Holmboe zou meer strijkkwartetten schrijven in vijf delen. Het eerste deel omvat drie secties of in het alternatief drie delen; het eerste is een krachtig Tempo giusto; het tweede een veel rustiger Andante, gevolgd door vloeiend Allegro vivace. Het tweede deel omvat dan de delen 4 en 5: een Adagio in declamatievorm en het tintelende finale. Holmboe paste in dit strijkkwartet zijn metamorfosestijl toe, dus varieerde er lustig op los en liet ook zijn wisselende ritmiek de vrije loop.
Op 7 april 1970 gaf het Kopenhagen Kwartet de eerste uitvoering, in Göteborg, Zweden.
Bij de uitgave voor Dacapo Records in 1998 werd vermeld dat de strijkkwartetten na die van Carl Nielsen gezien werden als belangrijke strijkkwartetten binnen de Deense klassieke muziek. Desalniettemin bleven die opnemen zeker tot 2020 de enige opnamen. 
Strijkkwartet nr. 1 · Strijkkwartet nr. 2 · Strijkkwartet nr. 3 · Strijkkwartet nr. 4 · Strijkkwartet nr. 5 · Strijkkwartet nr. 6 · Strijkkwartet nr. 7 · Strijkkwartet nr. 8 · Strijkkwartet nr. 9 · Strijkkwartet nr. 10 · Strijkkwartet nr. 11 · Strijkkwartet nr. 12 · Strijkkwartet nr. 13 · Strijkkwartet nr. 14 · Strijkkwartet nr. 15 · Strijkkwartet nr. 16 · Strijkkwartet nr. 17 · Strijkkwartet nr. 18 · Strijkkwartet nr. 19 · Strijkkwartet nr. 20
Ongenummerd: Sværm · Quartetto sereno